# Laura Kraft
Laura Kraft (nascida a 1 de dezembro de 1990) é uma política alemã da Aliança 90/Os Verdes que é membro do Bundestag desde as eleições federais alemãs de 2021, representando o círculo eleitoral de Siegen-Wittgenstein.

## Carreira política
No parlamento, Kraft serve no Comité de Educação, Pesquisa e Avaliação de Tecnologia e no Comité de Meio Ambiente, Conservação da Natureza, Segurança Nuclear e Protecção ao Consumidor.
Além das suas atribuições no comité, Kraft é membro da delegação alemã à Assembleia Parlamentar Franco-Alemã desde 2022.